# Владыкино (станция метро)
«Влады́кино» — станция Московского метрополитена. Открыта в марте 1991 года в составе участка «Савёловская» — «Отрадное» Серпуховско-Тимирязевской линии. Глубина заложения — 10,5 м.
На станции 40 массивных колонн. Увеличение количества колонн связано с тем, что станция находится под железнодорожными путями Малого кольца МЖД. Шаг колонн — 4 м. В связи с заимствованием трёхпролётного типа постройки (распространённого в основном в 1960-е годы), «Владыкино» считается одной из двух последних московских «станций-сороконожек» (другая — «Печатники», открытая в 1995 году).
Станция построена на месте бывшего села Владыкино и под одноимённой станцией Малого кольца МЖД методом последовательной перекладки железнодорожных путей.

## История
Станция открыта 7 марта 1991 года в составе участка «Савёловская» — «Отрадное», после ввода в эксплуатацию которого в Московском метрополитене стало 148 станций.

## Оформление
Путевые стены облицованы коричневым гофрированным листом, из-за чего станция имеет тёмный и мрачный вид. Есть несколько разрывов с тёмными мраморными вставками, украшенными медальонами с изображениями архитектурных сооружений различных религий (автор А. М. Мосийчук).
- Венеция — церковь Сан-Джорджо Маджоре
- Япония — замок Мацумото
- Индия — мавзолей Тадж-Махал
- Владыкино — храм Рождества Богородицы
- Кижи — часовня Михаила Архангела
- Бухара — медресе Чор-Минор
- Владимир — Золотые ворота
- Грузия — храм Никорцминда

В отделке колонн использован белый мрамор. Пол выложен тёмным гранитом.
Оформление путевого зала станции отчасти схоже с дизайном зала станции «Щукинская».

## Вестибюли и пересадки
Выход в город по обе стороны железнодорожных путей через остеклённые вестибюли в форме ротонды на Сусоколовское шоссе и Сигнальный проезд. Рядом со станцией расположен центральный вход в Главный ботанический сад РАН и гостиница Восход.
Возможна бесплатная пересадка между станцией метро и одноимённой станцией МЦК.

## Путевое развитие
На перегоне «Владыкино» — «Отрадное» от главных путей Серпуховско-Тимирязевской линии отходят соединительные ветви в депо «Владыкино», обслуживающее эту линию.

## Наземный общественный транспорт
На этой станции можно пересесть на следующие маршруты городского пассажирского транспорта:
- Автобусы: м2, 33, 76, 154, 238, 353, 503, 524, 525, с543, с585, 599, 637, т29

## Станция в цифрах
Пассажиропоток по станции за сутки (1999 год) — 28 840 чел. Пассажиропоток по вестибюлям за сутки (2002 год): по входу — 29,7 тыс., по выходу — 32,2 тыс. После ввода станции Владыкино Московского центрального кольца осенью 2016 пассажиропоток вырос за счет пересаживающихся на и с Серпуховско-Тимирязевской линии.
- Таблица времени прохождения первого поезда через станцию[8]:

| По чётным числам                          | Будние дни | Выходные дни |
| По нечётным числам                        | Будние дни | Выходные дни |
| В сторону станции «Отрадное»              | 06:10      | 06:10        |
| В сторону станции «Отрадное»              | 06:10      | 06:10        |
| В сторону станции «Петровско-Разумовская» | 05:29      | 05:32        |
| В сторону станции «Петровско-Разумовская» | 05:29      | 05:31        |

## Галерея

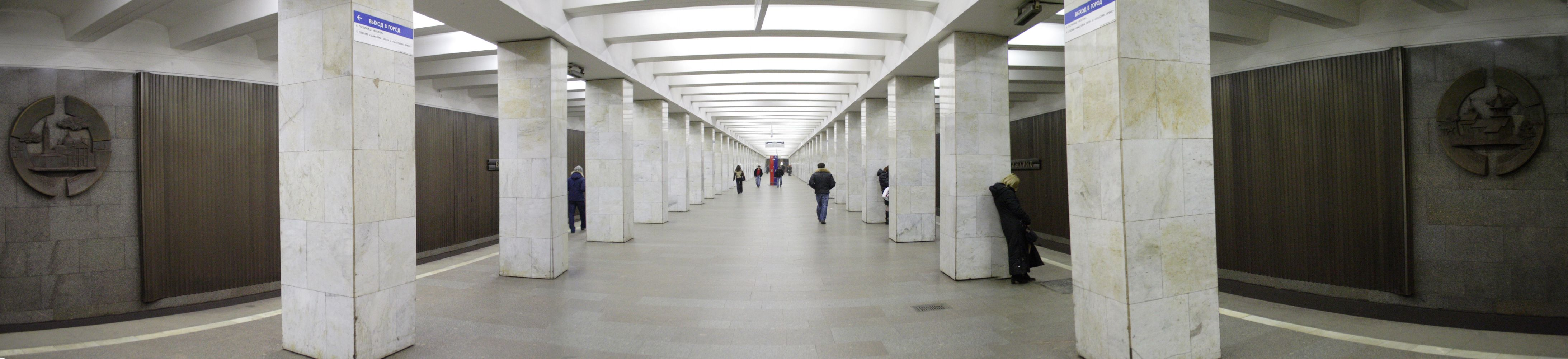
Панорамный вид станции. 20 января 2008 года.
Мраморная вставка «Венеция»
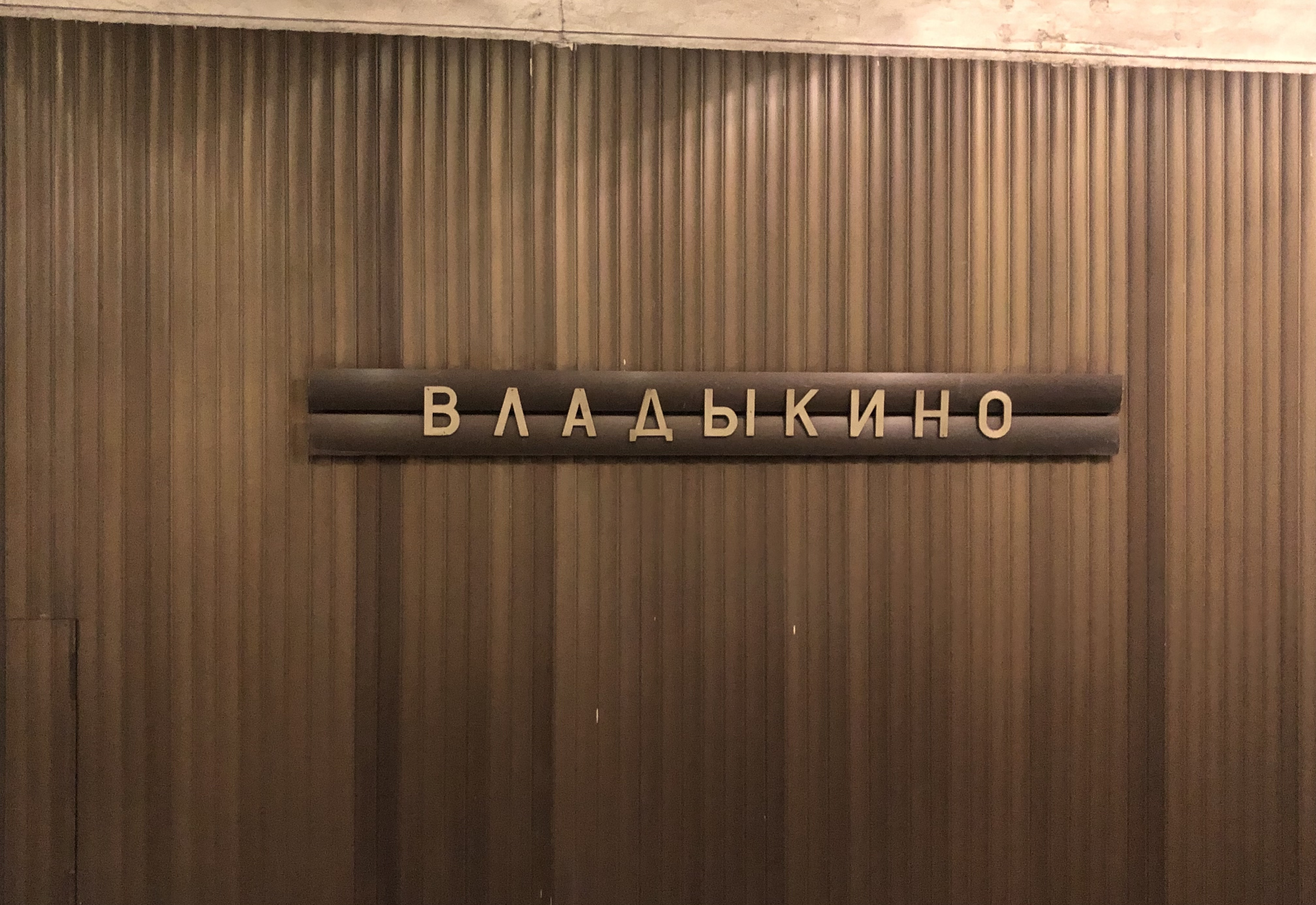
Название на путевой стене
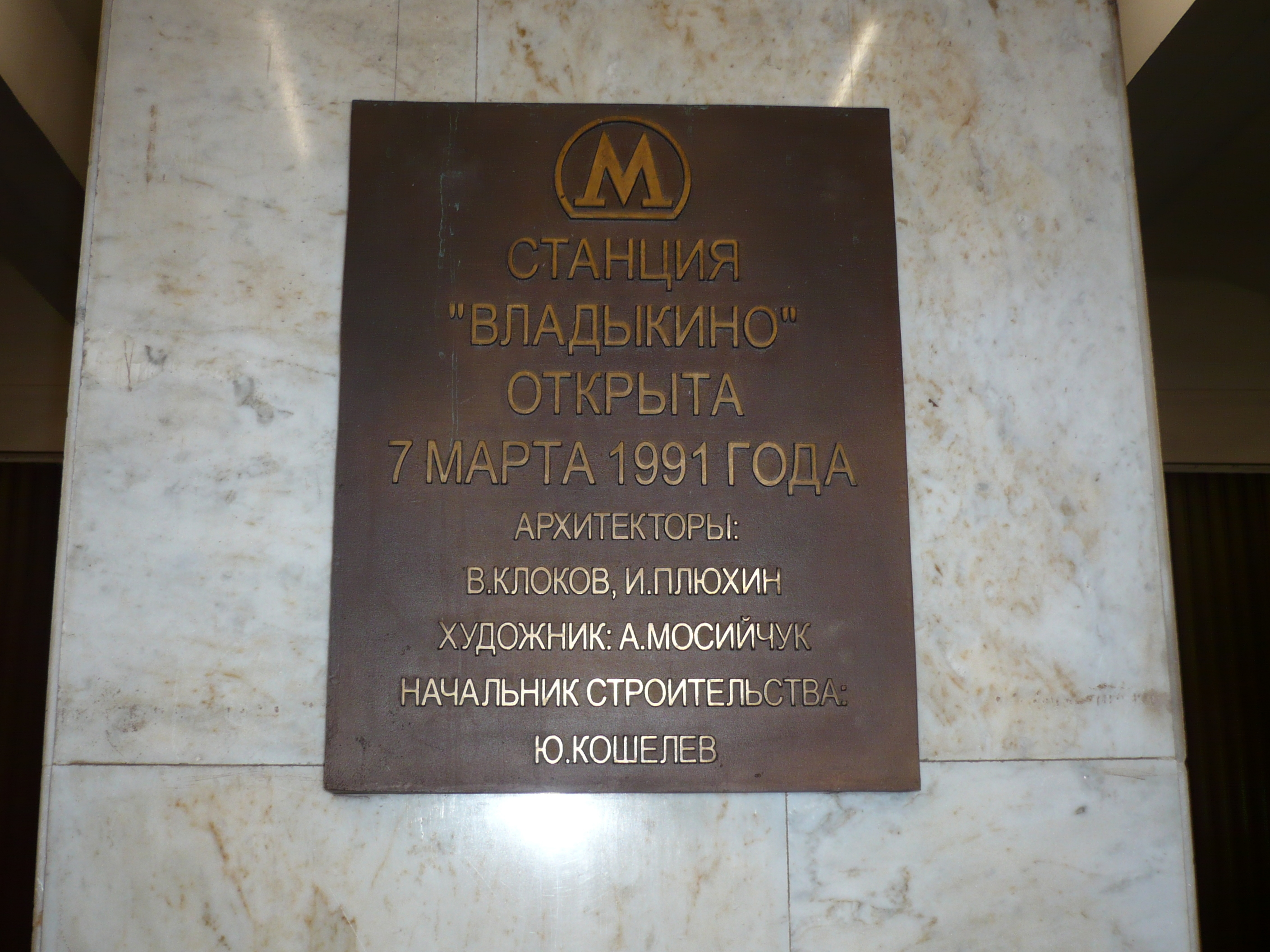
Мемориальная станционная табличка
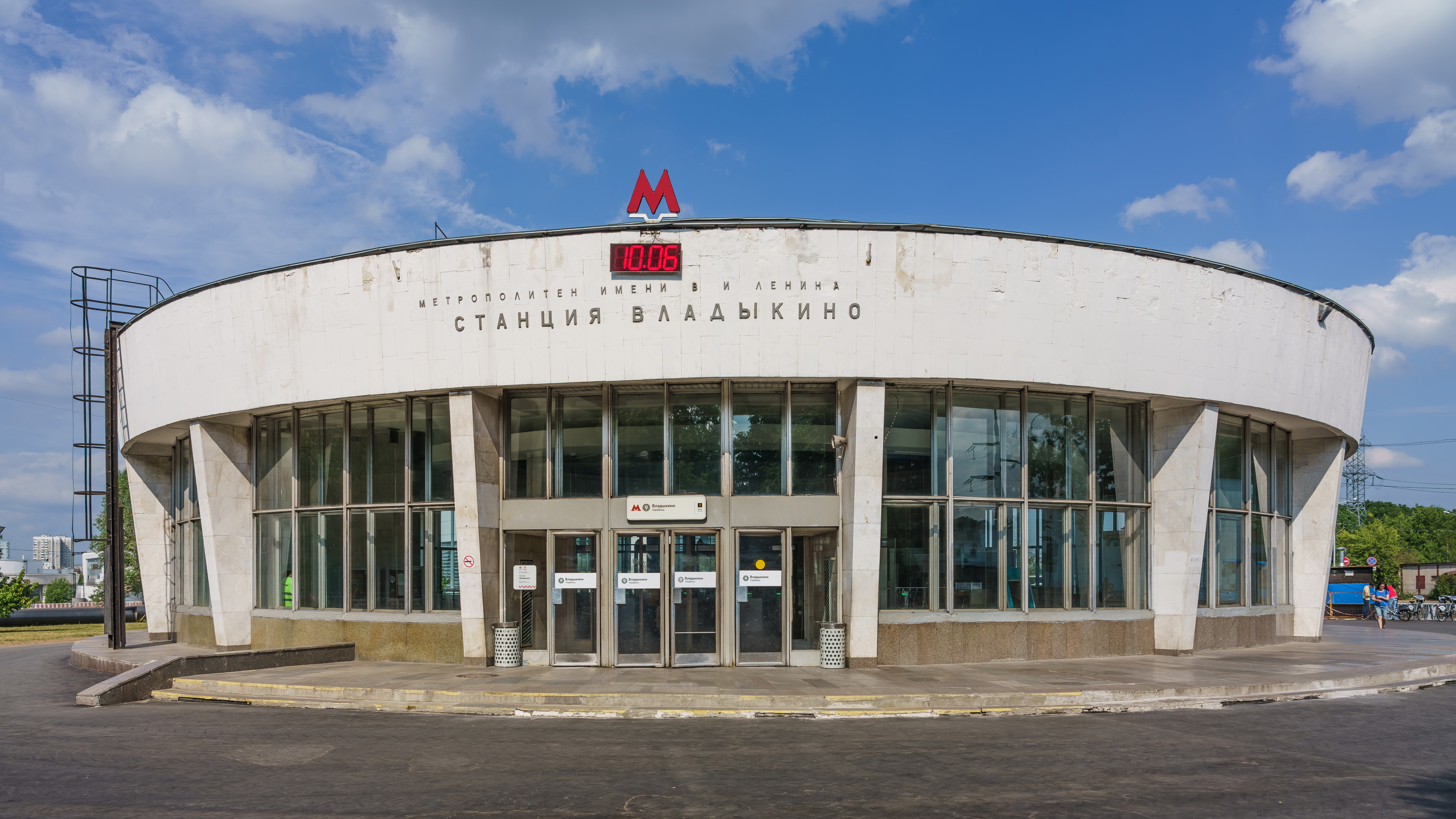
Южный вестибюль

## Комментарии
1. 1 2  В ряде источников, в частности, в «Хронологии…» и на посвящённой станции странице официального сайта Московского метрополитена,➤ дата открытия (или ввода в эксплуатацию) указана как 1 марта 1991 года. На памятных табличках, размещённых в вестибюлях станций «Дмитровская» — «Отрадное» (см. илл.), дата открытия — 7 марта. В заметке в «Правде» от 9.03.1991[4] упоминалось, что участок линии метро открылся «в среду», то есть 6 марта.
2. ↑  Беликов В.В. Теперь до Отрадного рукой подать // Известия : газета  / Прямая связь. — 1991. — 9 марта (№ 59 (23325)). — С. 1. Архивировано 9 мая 2021 года.
3. ↑  7 марта депо «Владыкино» отметило 30-летие: В этот день в 1991 году открыли Тимирязевский радиус серой линии московского метро и электродепо направило пассажирам первый поезд // Моё метро : газета : Корпоративное издание Московского метрополитена. — 2021. — Март (№ 3 (119)). — С. 5. Архивировано 7 мая 2021 года.
4. ↑  Батыгин А.И. «Осторожно, двери открываются…» // Правда : газета  / Повод для размышления. — 1991. — 9 марта (№ 59 (26507)). — С. 3.
5. ↑  Согласно Постановлению Правительства Москвы 519-ПП от 22.08.2016.
6. ↑  Реестр муниципальных маршрутов регулярных перевозок пассажиров и багажа автомобильным и наземным электрическим транспортом в городе Москве. Портал открытых данных правительства Москвы. Дата обращения: 26 сентября 2020.
7. ↑  На Московском центральном кольце 17 ноября был зафиксирован рекордный суточный пассажиропоток (18 ноября 2016). Дата обращения: 5 марта 2017. Архивировано 6 марта 2017 года.
8. ↑  Расписание поездов. mosmetro.ru. ГУП «Московский метрополитен».